# Quillebeuf-sur-Seine
Quillebeuf-sur-Seine és un municipi francès situat al departament de l'Eure i a la regió de Normandia. L'any 2007 tenia 1.020 habitants.

## Demografia

### Població
El 2007 la població de fet de Quillebeuf-sur-Seine era de 1.020 persones. Hi havia 396 famílies de les quals 132 eren unipersonals (68 homes vivint sols i 64 dones vivint soles), 88 parelles sense fills, 144 parelles amb fills i 32 famílies monoparentals amb fills.
La població ha evolucionat segons el següent gràfic:
Habitants censats

### Habitatges
El 2007 hi havia 494 habitatges, 417 eren l'habitatge principal de la família, 10 eren segones residències i 67 estaven desocupats. 359 eren cases i 132 eren apartaments. Dels 417 habitatges principals, 233 estaven ocupats pels seus propietaris, 177 estaven llogats i ocupats pels llogaters i 8 estaven cedits a títol gratuït; 16 tenien una cambra, 45 en tenien dues, 83 en tenien tres, 130 en tenien quatre i 144 en tenien cinc o més. 183 habitatges disposaven pel capbaix d'una plaça de pàrquing. A 217 habitatges hi havia un automòbil i a 116 n'hi havia dos o més.

### Piràmide de població
La piràmide de població per edats i sexe el 2009 era:
| Homes | Edats   | Dones |
| ----- | ------- | ----- |
| 0     | 95 o +  | 0     |
| 4     | 90 a 94 | 0     |
| 0     | 85 a 89 | 4     |
| 12    | 80 a 84 | 20    |
| 24    | 75 a 79 | 28    |
| 8     | 70 a 74 | 20    |
| 12    | 65 a 69 | 20    |
| 8     | 60 a 64 | 20    |
| 28    | 55 a 59 | 16    |
| 40    | 50 a 54 | 28    |
| 44    | 45 a 49 | 56    |
| 32    | 40 a 44 | 32    |
| 36    | 35 a 39 | 24    |
| 32    | 30 a 34 | 28    |
| 68    | 25 a 29 | 52    |
| 32    | 20 a 24 | 32    |
| 28    | 15 a 19 | 28    |
| 32    | 10 a 14 | 32    |
| 40    | 5 a 9   | 44    |
| 36    | 0 a 4   | 16    |

## Economia
El 2007 la població en edat de treballar era de 658 persones, 439 eren actives i 219 eren inactives. De les 439 persones actives 368 estaven ocupades (231 homes i 137 dones) i 72 estaven aturades (25 homes i 47 dones). De les 219 persones inactives 58 estaven jubilades, 49 estaven estudiant i 112 estaven classificades com a «altres inactius».

### Ingressos
El 2009 a Quillebeuf-sur-Seine hi havia 421 unitats fiscals que integraven 1.007 persones, la mediana anual d'ingressos fiscals per persona era de 13.380 €.

### Activitats econòmiques
Dels 25 establiments que hi havia el 2007, 2 eren d'empreses extractives, 1 d'una empresa alimentària, 3 d'empreses de construcció, 7 d'empreses de comerç i reparació d'automòbils, 1 d'una empresa de transport, 3 d'empreses d'hostatgeria i restauració, 1 d'una empresa financera, 1 d'una empresa immobiliària, 2 d'empreses de serveis, 2 d'entitats de l'administració pública i 2 d'empreses classificades com a «altres activitats de serveis».
Dels 10 establiments de servei als particulars que hi havia el 2009, 1 era una gendarmeria, 1 oficina de correu, 1 una oficina bancària, 1 taller de reparació d'automòbils i de material agrícola, 1 autoescola, 1 guixaire pintor, 1 lampisteria, 1 perruqueria i 2 restaurants.
Dels 4 establiments comercials que hi havia el 2009, 1 era una botiga de més de 120 m², 1 una botiga de menys de 120 m², 1 una fleca i 1 una joieria.
L'any 2000 a Quillebeuf-sur-Seine hi havia 11 explotacions agrícoles.

## Equipaments sanitaris i escolars
El 2009 hi havia 1 farmàcia i 1 ambulància.
El 2009 hi havia una escola elemental.

## Poblacions més properes
El següent diagrama mostra les poblacions més properes.